# Іша (молитва)
Іша (араб. صلاة العشاء, також транслітерований як Ішаа), а також Хофтан або Хуфтан, — одна з п'яти обов'язкових щоденних ісламських молитов і містить чотири цикли.

## Хадис згадує чесноти

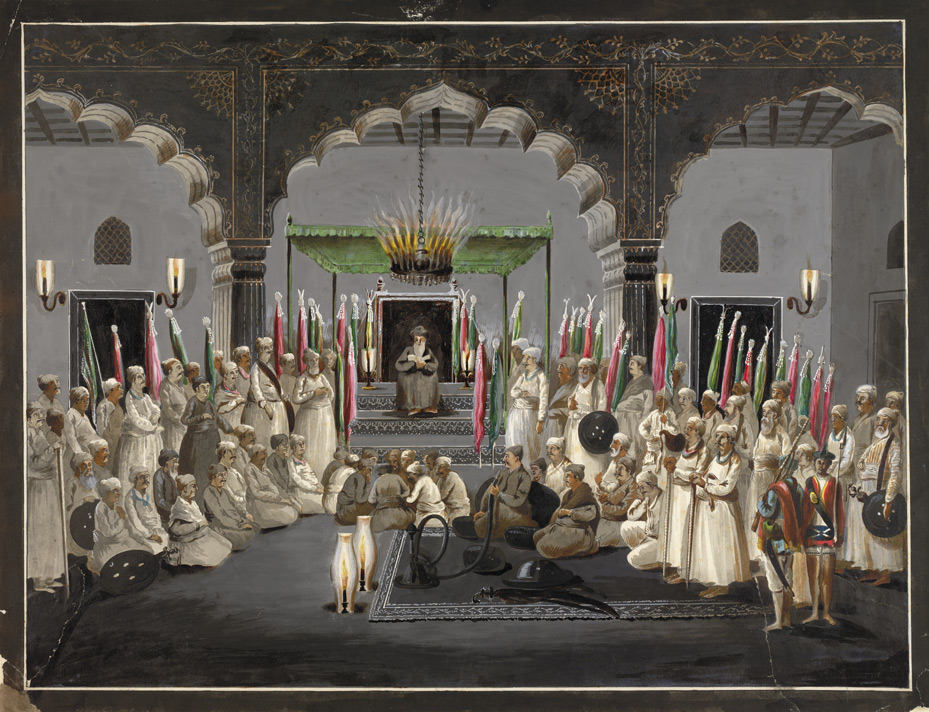
Імам читає вірші з Корану після іші (нічні молитви) в Імперії Великих Моголів.

Усман повідомив, що чув, як Магомет сказав: «Той, хто запропонував намаз Іша в громаді, немовби залишався в молитві до півночі, а той, хто запропонував салят Фаджр у громаді, немовби залишався в саляті цілу ніч» (Сахіх Муслім).
Абу Хурайра повідомив: Посланник Аллаха сказав: «Найважчим намазом для мунафіків (лицемірів) є Іша і Фаджр. Якби вони знали нагороду за них, вони б відвідали їх, навіть якби їм довелося повзати на колінах» (Бухарі).

## Мусульмани-суніти
Час, протягом якого повинна бути прочитана молитва Іша, такий:
- Час початку: за ханафітською школою, Іша починається, коли настає повна темрява і зникають білі сутінки на небі. Відповідно до малвкітської, шафійської та ханбалійської шкіл, час починається тоді, коли червона нитка зникає з неба. Цей час можна приблизно визначити, використовуючи сонце як міру. Коли сонце опустилося на 12 градусів нижче горизонту, це приблизно еквівалентно зникненню червоного кольору з неба. Ісламські раціоналісти вважають, що час молитви Іша починається після цивільних сутінків, коли темрява починає поширюватися по небу. Деякі астрономи стверджують, що повна темрява настає тоді, коли сонце опускається на 15 градусів нижче горизонту, а інші використовують більш безпечний показник у 18 градусів.
- Час закінчення: на початку світанку, коли починається час молитви Фаджр. Однак затримуватися на молитві без поважної причини після першої третини ночі не можна, а «ніч» в ісламському праві означає час між закінченням молитви Магріб і початком молитви Фаджр. Ісламські раціоналісти вважають, що час молитви Іша закінчується з настанням морських сутінків, коли темрява поширюється повністю і західний горизонт більше не можна спостерігати неозброєним оком. За позицією школи Малікі, заборона полягає в тому, щоб затримувати молитву після першої половини ночі, а не тільки після першої третини.[1]

## Мусульмани-шиїти
Час, протягом якого повинна бути прочитана молитва Іша, такий:
Для мусульман-шиїтів:
- Час починається: як тільки Магріб (вечірня молитва) була прочитана та завершена.
- Час закінчується: опівночі, середина між шафаком і світанком.

Однак важливо виконати молитву на початку її часу. Часто Магріб та Іша промовляються разом з невеликим проміжком часу між ними.